# Achatinoidea
Achatinoidea is een superfamilie van weekdieren uit de klasse van de Gastropoda (slakken).

## Taxonomie
De volgende families zijn bij de superfamilie ingedeeld:
- Achatinidae Swainson, 1840
- Aillyidae H.B. Baker, 1955
- Ferussaciidae Bourguignat, 1883
- Micractaeonidae Schileyko, 1999